# Josephus Augustus Knip
Josephus Augustus Knip (baptisé le 3 août 1777 à Tilbourg et inhumé le 1er octobre 1847 à Berlicum) est un peintre néerlandais.

## Biographie
Son premier professeur est son père, le peintre décorateur Nicolaas Frederik Knip. Il déménage avec sa famille à Bois-le-Duc (s-Hertogenbosch) à l'âge de onze ans, mais en 1794, les Français s'emparent de la ville.
À dix-neuf ans, il devient le soutien de sa famille, après que son père soit devenu aveugle. Frère de Frederik Willem Knip et Mattheus Derk Knipet, il est le premier professeur de sa sœur cadette Henriëtte Geertruida Knip.
En 1801, il s'établit à Paris pendant 9 ans. Il accepte des commandes de peintures topographiques. En 1808 il se marie avec Pauline Rifer de Courcelles et obtient le Prix de Rome dans la catégorie paysage.
Il se rend à Rome à la fin de 1809, et y reste jusqu'en 1812. Il voyage en 1811 à Naples, en Sabine, dans les monts Albains et en Campanie. Il réalise des aquarelles pendant ces voyages de Palestrina à Terni.
En 1813, il retourne aux Pays-Bas avec sa femme, la peintre Pauline Rifer de Courcelles et s'installe à Bois-le-Duc, où il travaille comme peintre. Il est à Amsterdam de 1817 à 1823 et à Paris de 1823 à 1826. Il y divorce en 1824.
Il se trouve à La Haye en 1827 et devient aveugle en 1832. Il et reçoit alors une pension de Guillaume Ier.
Il finit sa vie à Berlicum (Sint-Michielsgestel) à partir de 1840.
Sa fille, dont il fut le premier professeur, est Henriëtte Ronner-Knip qui porte le prénom de sa tante.

## Œuvre
- Le Bombardement de Bois-le-Duc par les Français (1800), huile sur panneau, 47 × 162 cm, Rijksmuseum Amsterdam[1]
- Vue de l'ambassade batave à Paris sur la place de la Concorde (topographie 1801), huile, 97 × 129 cm, Rijksmuseum Amsterdam[2]
- Les Chutes de Staubbach vues de Lauterbrunnen dans les Alpes suisses (1807), aquarelle et gouache sur papier, 400 × 580 cm, collection privée, vente Christie's 1998[3]
- Pont à Saint-Avertin près de Tours (1808), aquarelle et gouache sur papier, 46 × 655 cm, Rijksmuseum Amsterdam[1]
- Vue sur la basilique de Constantin à Rome (1810), huile, 95 × 103 cm, Collection privée[4]

Les paysages italiens à son retour aux Pays-Bas sont réalisés à partir des croquis qu'il avait dessinés en voyage. Il y associe des éléments de plusieurs endroits dans un même tableau comme on peut le voir dans celui du Golfe de Naples où l'on retrouve le Colisée de Rome.
- Paysage italien avec des chèvres sur les rochers (1817), huile sur panneau, 59 × 47 cm, Musée Boijmans Van Beuningen, Rotterdam[6]
- Paysage avec grange et palais en arrière-plan (1818), aquarelle, collection privée, vente Christie's 1998[7]
- Le Golfe de Naples avec l'île d'Ischia au loin (1818), huile sur toile, 90 × 110 cm, Rijksmuseum Amsterdam[5]
- Petit matin dans la montagne, huile sur panneau, 22 × 28 cm, collection privée, vente Sotheby's 2007[8]
- Ravin dans la montagne, chèvres au premier plan, maisons perchées sur une falaise, aquarelle rehaussée de blanc, 34 × 50 cm, collection privée, vente Sotheby's 2009[9]
- Paysage italien avec figures et ruines, huile sur toile, 54 × 65 cm, collection privée, vente Sotheby's 2014[10]
- Un port en hiver avec un homme élevant une lanterne, gouache, 52 × 76 cm, collection privée, vente Sotheby's 2020[11]
- Vaches et moutons à un point d'eau près d'une ferme, huile sur tissu, 52 × 76 cm, Patrimoine culturel des Pays-Bas[12]

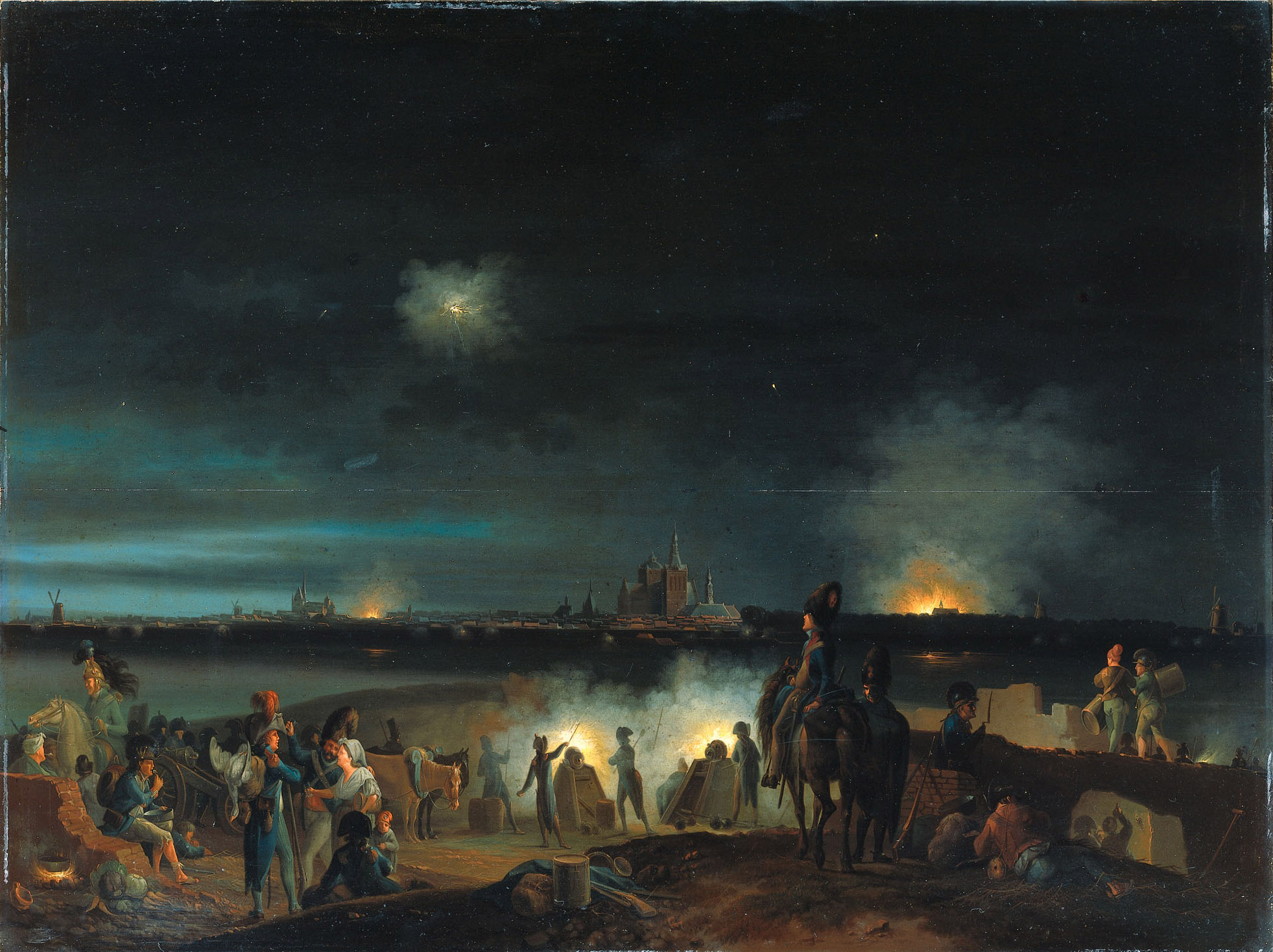
Le Bombardement de Bois-le-Duc (1800), huile sur panneau Rijksmuseum Amsterdam
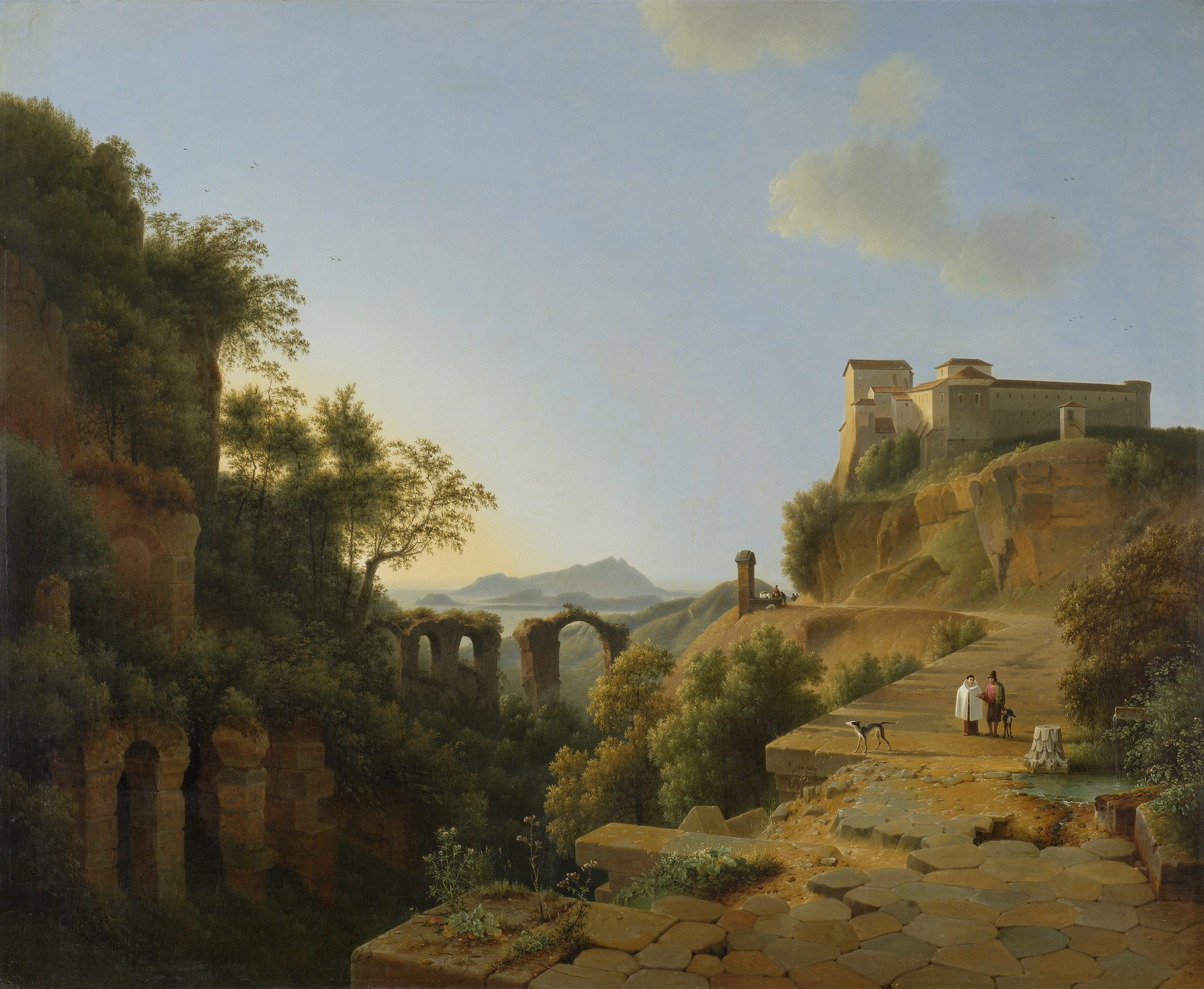
Le Golfe de Naples (1818) huile sur toile Rijksmuseum Amsterdam
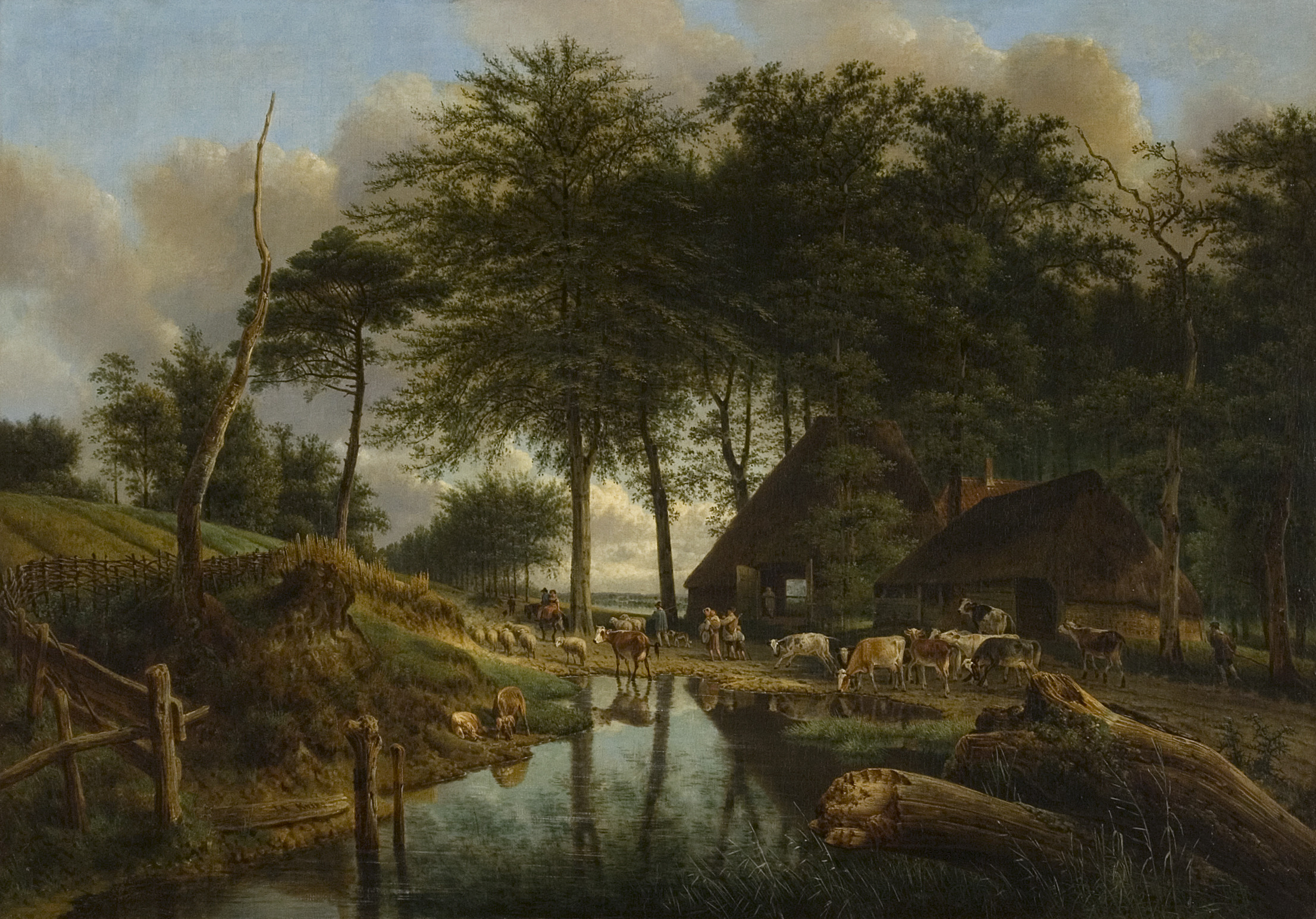
Vaches et moutons à un point d'eau huile sur tissu Patrimoine culturel des Pays-Bas
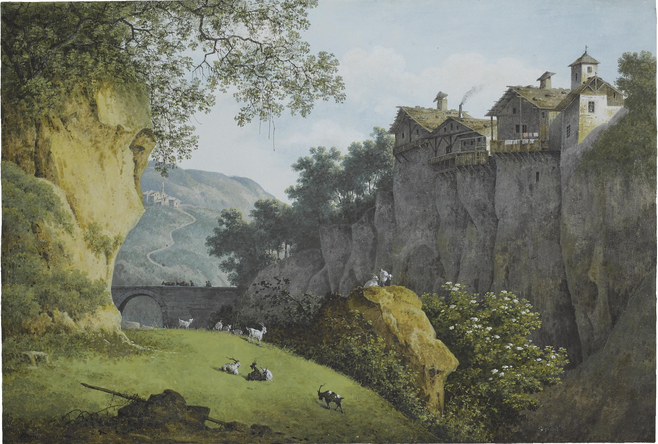
Ravin dans la montagne aquarelle rehaussée de blanc collection privée